# مذبحة قصري
بين 17 و20 يوليو/تموز 1999، هاجمت القوات الآشورية التابعة لحزب العمال الكردستاني (المعروفة لاحقًا باسم MUB ) بلدة قصري في محافظة أربيل بالعراق، مما أسفر عن مقتل أكثر من 39 من أنصار البيشمركة وإصابة أكثر من 20 آخرين، كما قصفوا مركبات. وجاء ذلك ردًا على اغتصاب وقتل الشابة الآشورية هيلين علون ساوا، البالغة من العمر 21 عامًا.

## مذبحة
في 17 يوليو 1999، هاجمت منظمة بيت نهرين الثورية الوطنية وحزب العمال الكردستاني قصري. قتلوا أكثر من 39 من أنصار البيشمركة من الحزب الديمقراطي الكردستاني، وأصابوا ما لا يقل عن 20. استهدف هجوم ثان، نُفذ بعد ثلاثة أيام في 20 يوليو، مركبة نقل عسكرية تابعة للحزب الديمقراطي الكردستاني على جسر بين قصري وحاجي عمران، مما تسبب في خسائر بشرية إضافية وتعطيل استراتيجي. سلطت الهجمات الضوء على حالة نادرة من التعاون المسلح بين الآشوريين والأكراد (عبر داورونوي وحزب العمال الكردستاني) ضد فصيل كردي آخر. أدان الحزب الديمقراطي الكردستاني الهجمات، ووصفها بالإرهاب وكثف حملات القمع على الأفراد التابعين لداورونوي.